# Tephritis atocoptera
Tephritis atocoptera
 es una especie de insecto díptero del género Tephritis, familia Tephritidae. Agarwal y Kapoor la describieron en  1988.
Se encuentra en India.